# Herrschaft Landsberg
Die Herrschaft Landsberg bei Colmar im Elsass bestand vom 13. bis zum 17. Jahrhundert.

## Verwaltungssitz
Der Verwaltungssitz der Herrschaft Landsberg befand sich auf der 1279 auf Veranlassung des Königs Rudolf von Habsburg durch den Vogt von Colmar, Siegfried von Gundolsheim, erbauten Burg Hohlandsberg.

## Umfang
Die Herrschaft, seit 1281 im Besitz der Habsburger, umfasste neun Dörfer: Kientzheim, das ab 1303 Residenzort wurde, sowie Ammerschwihr, Ingersheim, Katzenthal, Meywihr, Niedermorschwihr, Sigolsheim, Turckheim und Wintzenheim.

## Geschichte
Die Herrschaft gehörte ursprünglich zu einem Geschlecht, welches sich nach dem Namen der Herrschaft von Landsberg nannte. 1234 erscheint ein Günther von Landsberg, der zusammen mit seiner Frau Belina und seinen Kindern ihre Güter zu Guebwiller dem Bruder Gotfrid, dem Meister des Deutschen Ritterordens in Rouffach, zu dessen Eigen übergab. 1279 begann Siegfried von Gundolsheim mit dem Ausbau der Burg Hohlandsberg. Bereits kurze Zeit danach, 1281, fiel die Herrschaft an die Herren von Habsburg, welche dort die Festungsanlage großzügig ausbauten.
Die Hohlandsburg war offizieller Hauptort der Vogtei, verlor aber im 15. Jahrhundert ihre Funktion als Verwaltungssitz und wurde von den Habsburgern verschiedentlich an Adelsfamilien verpfändet. 1363 verkaufte Herzog Rudolf IV. von Österreich das Lehen auf Burg und Herrschaft für 1000 Florint an die drei Brüder Rappoltstein (Ribeaupierre), die in Rappoltsweiler ansässig waren. 1398 kamen Burg und Herrschaft, durch die Ehe von Herzlaude von Groß-Rappoltstein, Tochter des Ulrich VII. zu Groß-Rappoltstein und Hohenack und seit 1377 offiziell Regentin, an den Grafen Johann von Lupfen, dessen Geschlecht das Lehen bis 1563 hielt.
1563 verkauften die Erben der Grafen von Lupfen die Herrschaft an den kaiserlichen General und Staatsmann Lazarus von Schwendi, der 1568 von Kaiser Maximilian II. zum „Reichsfreiherrn von Landsberg“ erhoben wurde; der Titel wurde 1572 in „Reichsfreiherr von Hohenlandsberg“ umgewandelt. Schwendi gab der Herrschaft eine vorbildliche Ordnung und förderte im Elsass und im Breisgau den Weinbau. Zum Schwendischen Amt Hohenlandsberg gehörten die Orte Kientzheim, Sigolsheim, Ammerschwihr, Ingersheim und Wintzenheim sowie Einkünfte an Wein in Turckheim und anderen Orten der Umgebung. Nach Schwendis Tod 1583 folgte ihm sein Sohn Hans Wilhelm († 1604) und dann eine seiner Enkelinnen, die einen Grafen von Fürstenberg geheiratet hatte.
Herrscher der Herrschaft Landsberg

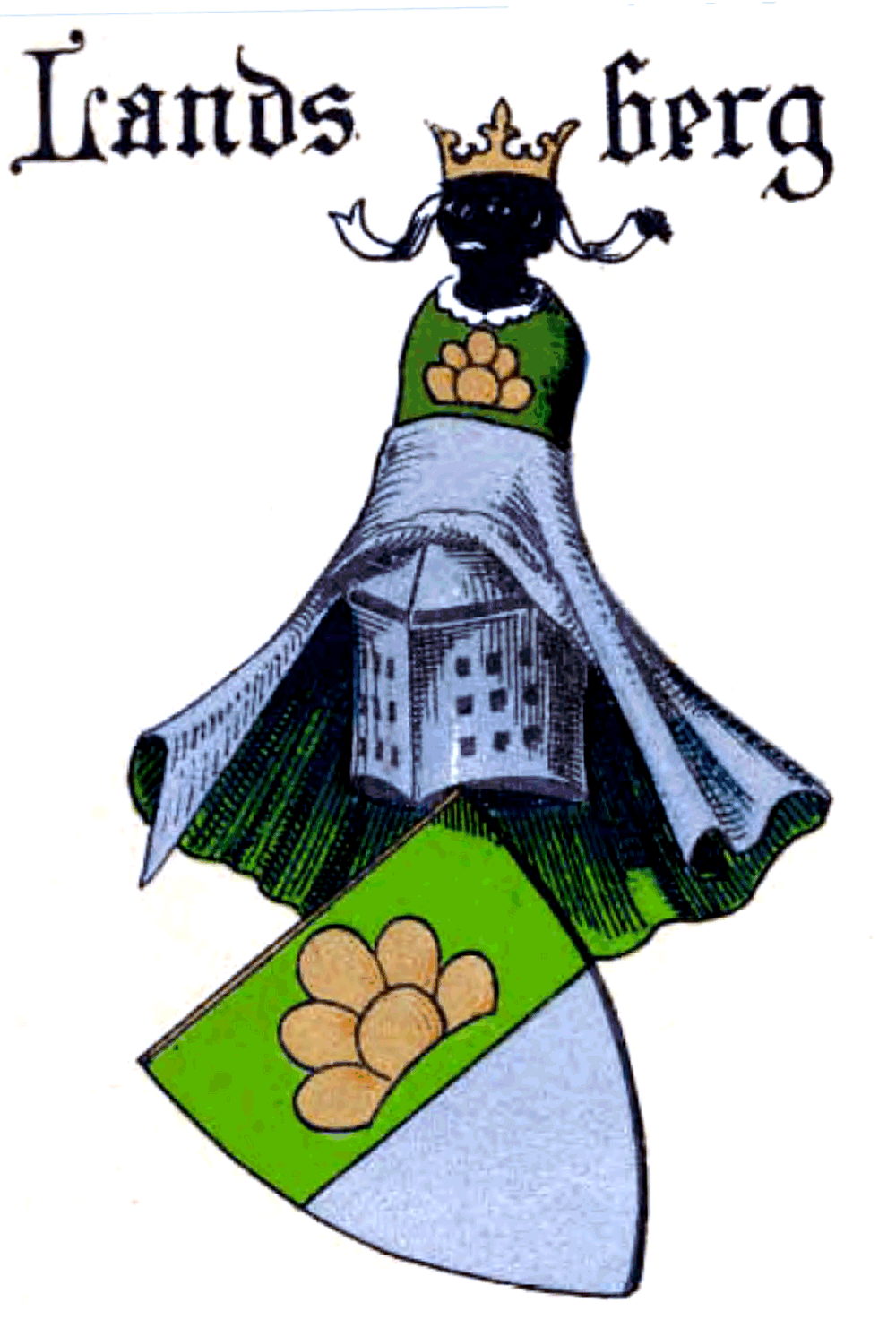
Herren von Landsberg bis 1281
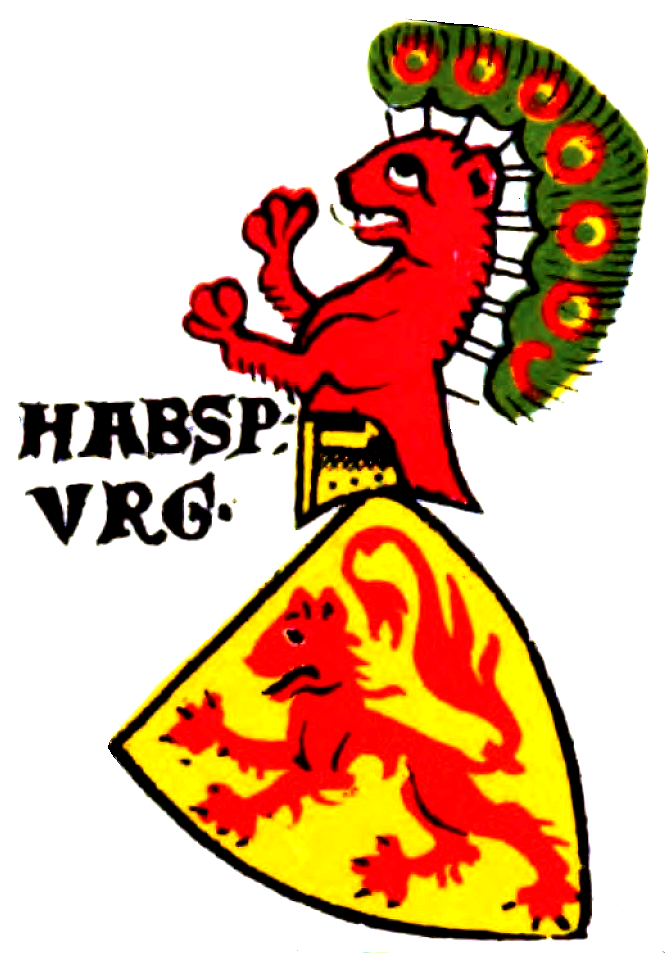
Herren von Habsburg 1281–1363
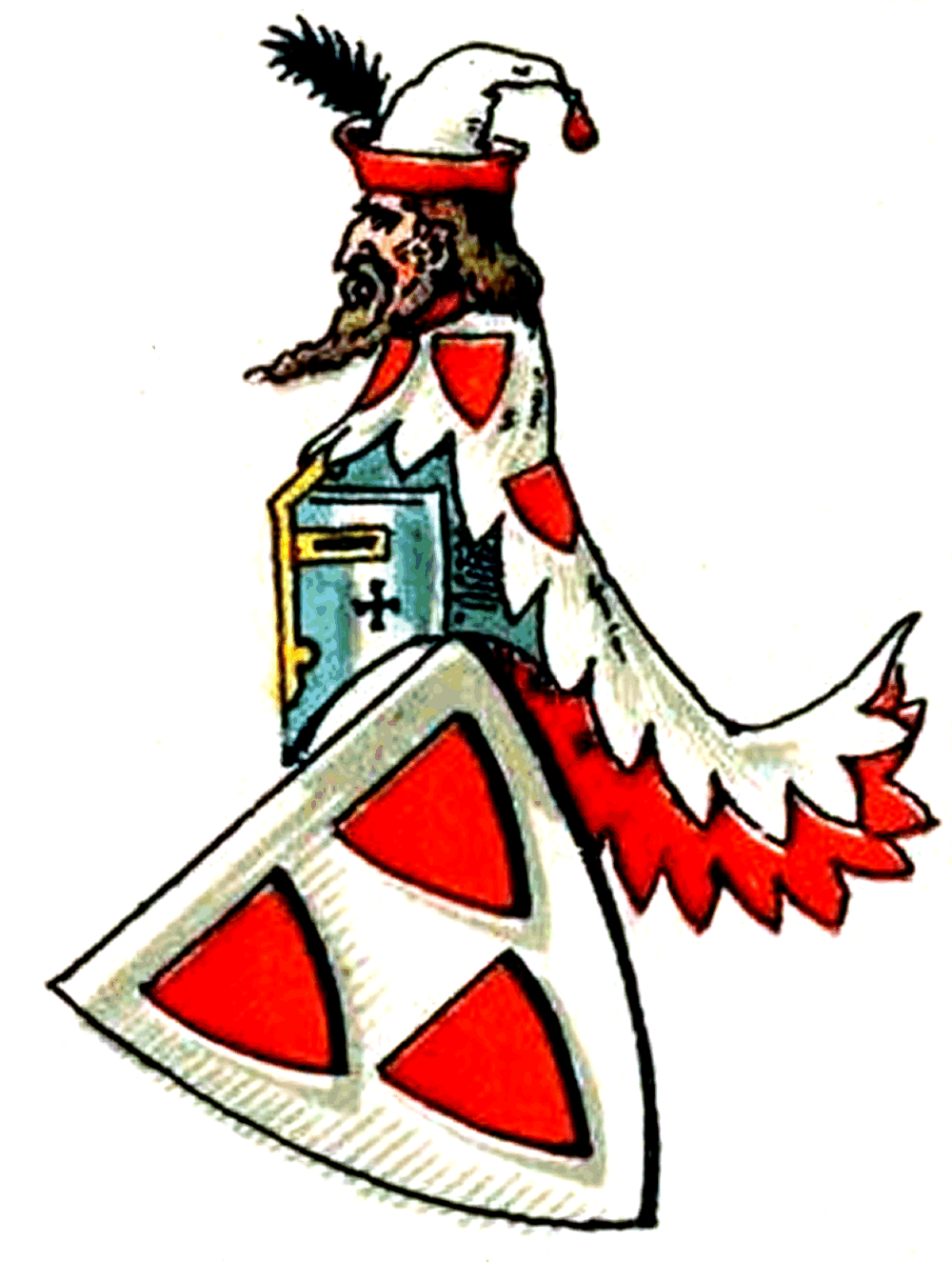
Herren von Rappoltstein 1363–1398
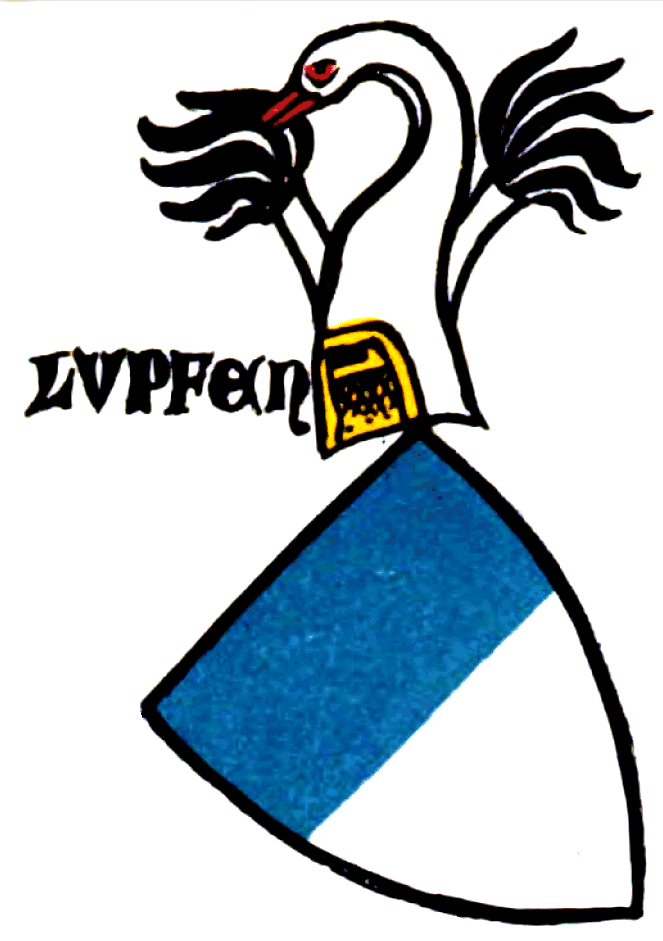
Grafen von Lupfen 1398–1563
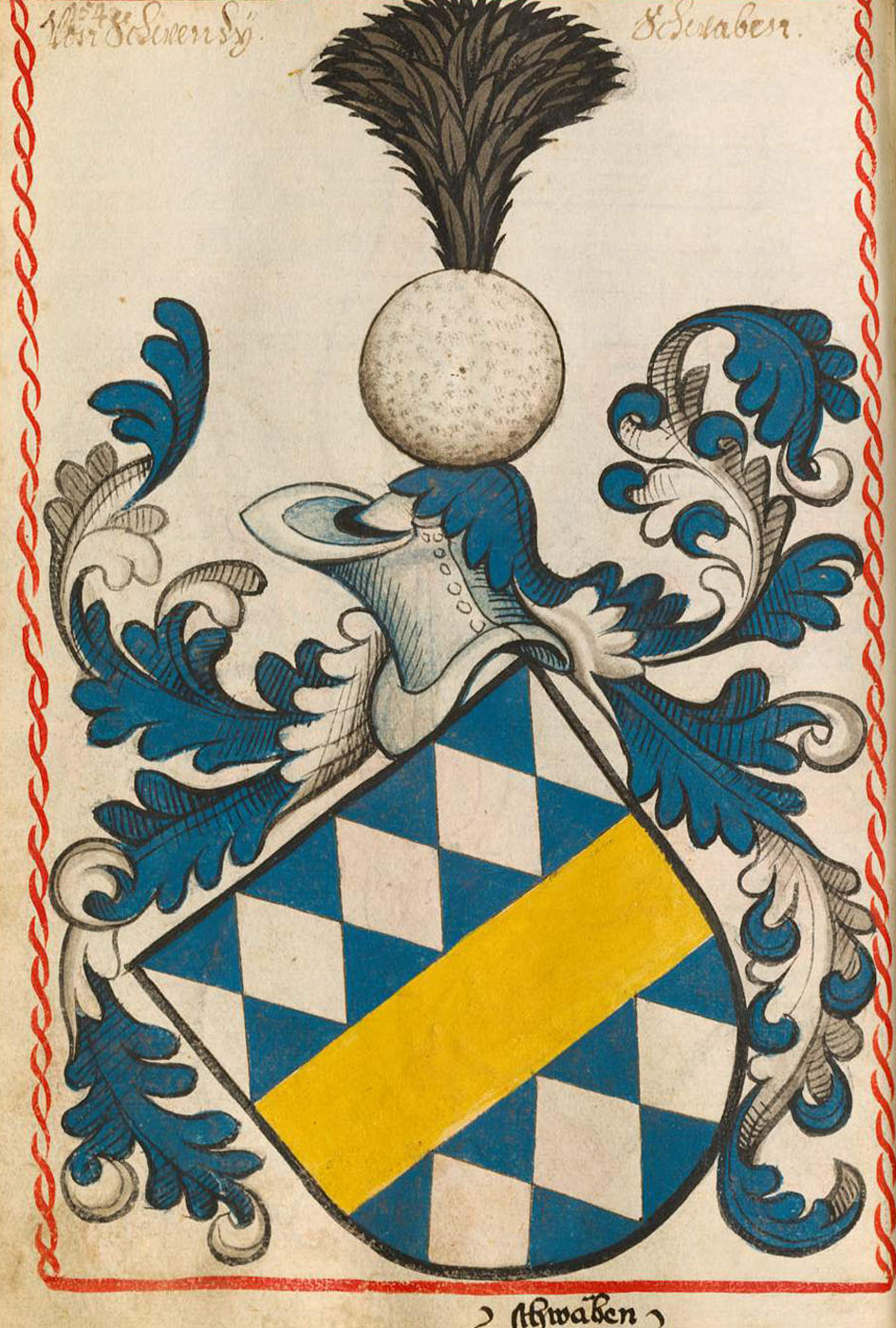
Herren von Schwendi 1563–1604 „Reichsfreiherren von Hohenlandsberg“
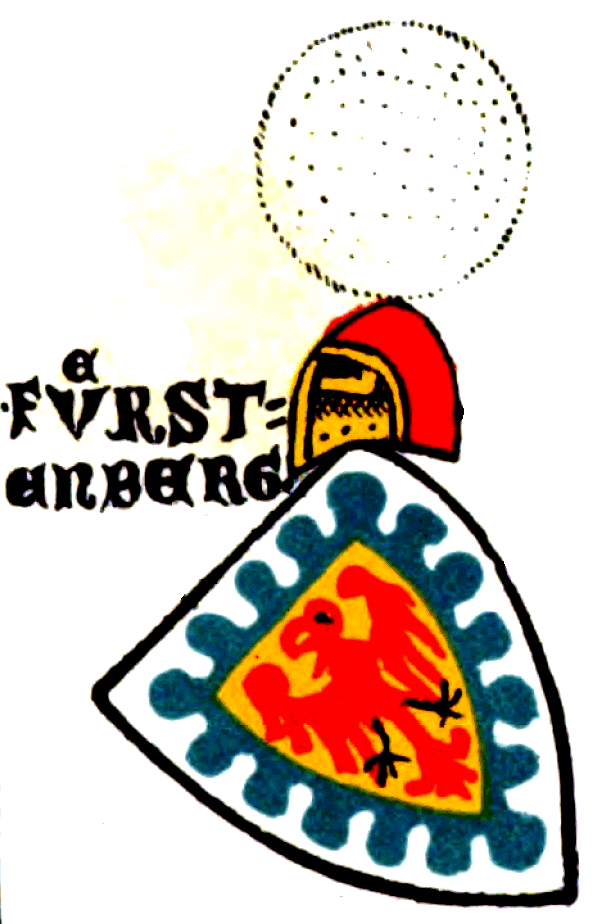
Grafen von Fürstenberg 1604–1697

Seit dem Frieden von Rijswijk (1697) war das Gebiet der Herrschaft Hohenlandsberg auch de jure französischer Besitz. König Ludwig XIV. kaufte sie im Jahre 1714 und überließ sie der Stadt Colmar als Ersatz für das ihr abgenommene St.-Peters-Priorat.